# Xenofrea soukai
Xenofrea soukai là một loài bọ cánh cứng trong họ Cerambycidae.